# McLaughlin
McLaughlin – miasto w Stanach Zjednoczonych, w stanie Dakota Południowa, w hrabstwie Corson.